# Persone di nome Rudy
| Questa pagina contiene informazioni ricavate automaticamente dalle voci biografiche con l'ausilio del template Bio e di un bot. L'aggiornamento è periodico e automatico e ricostruisce completamente la pagina. Se manca una persona in questa lista, sei pregato di non aggiungerla, ma accertati piuttosto che la sua voce biografica contenga il template Bio e che i dati anagrafici siano correttamente compilati. Se il template Bio manca, inseriscilo tu stesso o, in alternativa, metti l'avviso {{tmp\|Bio}} che ne segnala la mancanza. Se i dati riportati sono sbagliati, correggi direttamente la voce biografica; le modifiche saranno visibili in questa lista entro pochi giorni. Per chiarimenti vedi il progetto antroponimi. La lista contiene solo le 56 persone che sono citate nell'enciclopedia e per le quali è stato implementato correttamente il template Bio. Pagina aggiornata al 6 ago 2025. |

Questa è una lista di persone presenti nell'enciclopedia che hanno il nome Rudy, suddivise per attività principale.

## Allenatori di calcio(2)
- Rudy Mater, allenatore di calcio e ex calciatore francese (Valenciennes, n. 1980)
- Rudy Riou, allenatore di calcio e ex calciatore francese (Béziers, n. 1980)

## Allenatori di football americano(1)
- Rudy Wyland, allenatore di football americano statunitense (n. 1960)

## Allenatori di pallacanestro(1)
- Rudy D'Amico, allenatore di pallacanestro statunitense (New York, n. 1940)

## Aracnologi(1)
- Rudy Jocqué, aracnologo belga (n. 1946)

## Architetti(1)
- Rudy Ricciotti, architetto e editore francese (Kouba, n. 1952)

## Attivisti(1)
- Rudy Rochman, attivista israeliano (Parigi, n. 1993)

## Attori(4)
- Rudy Bond, attore statunitense (Filadelfia, n. 1912 - Denver, † 1982)
- Rudy Mancuso, attore, youtuber e cantante statunitense (Glen Ridge, n. 1992)
- Rudy Pankow, attore statunitense (Ketchikan, n. 1997)
- Rudy Youngblood, attore, musicista e ballerino statunitense (Belton, n. 1982)

## Bassisti(2)
- Rudy Sarzo, bassista cubano (L'Avana, n. 1950)
- Jamaaladeen Tacuma, bassista statunitense (Hempstead, n. 1956)

## Batteristi(1)
- Rudy Lenners, batterista belga (Liegi, n. 1952)

## Biatleti(1)
- Rudy Zini, ex biatleta italiano (Tirano, n. 1988)

## Calciatori(9)
- Rudy Barrientos, calciatore guatemalteco (n. 1999)
- Rudy Camacho, calciatore francese (L'Arbresle, n. 1991)
- Rudy Cardozo, calciatore boliviano (Tarija, n. 1990)
- Rudy Getzinger, ex calciatore jugoslavo (Sremska Mitrovica, n. 1943)
- Rudy Haddad, ex calciatore francese (Parigi, n. 1985)
- Rudy Muñoz, calciatore guatemalteco (Petapa, n. 2005)
- Rudy Matondo, calciatore francese (Évry-Courcouronnes, n. 2008)
- Rudy Palomino, calciatore peruviano (Cusco, n. 1998)
- Rudy Varane, calciatore francese (n. 2003)

## Cantanti(3)
- Randy Cain, cantante statunitense (Filadelfia, n. 1945 - Maple Shade Township, † 2009)
- Rudy Giovannini, cantante e tenore italiano (Bolzano, n. 1966)
- Rudy Lewis, cantante statunitense (Filadelfia, n. 1936 - New York, † 1964)

## Cestisti(5)
- Rudy Demahis-Ballou, cestista francese (Rouen, n. 2002)
- Rudy Gay, ex cestista statunitense (Brooklyn, n. 1986)
- Rudy Gobert, cestista francese (San Quintino, n. 1992)
- Rudy Jomby, ex cestista francese (La Roche-sur-Yon, n. 1988)
- Rudy Mbemba, ex cestista svedese (Spånga, n. 1987)

## Chitarristi(1)
- Rudy Rotta, chitarrista, cantante e compositore italiano (Villadossola, n. 1950 - Verona, † 2017)

## Ciclisti su strada(6)
- Rudy Barbier, ciclista su strada francese (Beauvais, n. 1992)
- Rudy Dhaenens, ciclista su strada e pistard belga (Deinze, n. 1961 - Aalst, † 1998)
- Rudy Matthijs, ex ciclista su strada belga (Eeklo, n. 1959)
- Rudy Molard, ciclista su strada francese (Gleizé, n. 1989)
- Rudy Porter, ciclista su strada australiano (n. 2000)
- Rudy Rogiers, ex ciclista su strada belga (Wetteren, n. 1961)

## Comici(1)
- Rudy Ray Moore, comico, attore e cantante statunitense (Fort Smith, n. 1927 - Akron, † 2008)

## Critici d'arte(1)
- Rudy Chiappini, critico d'arte e storico dell'arte italiano (Piacenza, n. 1956)

## Dirigenti sportivi(1)
- Rudy Pevenage, dirigente sportivo e ex ciclista su strada belga (Moerbeke, n. 1954)

## Giocatori di badminton(2)
- Rudy Gunawan, ex giocatore di badminton indonesiano (Solo, n. 1966)
- Rudy Hartono, ex giocatore di badminton indonesiano (Surabaya, n. 1949)

## Maratoneti(1)
- Rudy Chapa, ex maratoneta e ex mezzofondista statunitense (Hammond, n. 1957)

## Martellisti(1)
- Rudy Winkler, martellista statunitense (Albany, n. 1994)

## Nuotatori(1)
- Rudy Goldin, nuotatore italiano (Rovigo, n. 1984)

## Poeti(1)
- Rudy De Cadaval, poeta e saggista italiano (Verona, n. 1933 - Altipiani di Arcinazzo, † 2021)

## Politici(2)
- Rudy Demotte, politico belga (Ronse, n. 1963)
- Rudi Vervoort, politico belga (Sint-Agatha-Berchem, n. 1958)

## Pugili(1)
- Rudy Markussen, ex pugile danese (Copenaghen, n. 1977)

## Rugbisti a 15(1)
- Rudy Paige, rugbista a 15 sudafricano (Riversdale, n. 1989)

## Scrittori(2)
- Rudy Rucker, scrittore, matematico e informatico statunitense (Louisville, n. 1946)
- Rudolph Wurlitzer, romanziere e sceneggiatore statunitense (Cincinnati, n. 1937)

## Senza attività specificata(2)
- Rudy Galli, ex snowboarder italiano (Tirano, n. 1983)
- Rudy Van Gelder, statunitense (Jersey City, n. 1924 - Englewood Cliffs, † 2016)